# Pas de vis

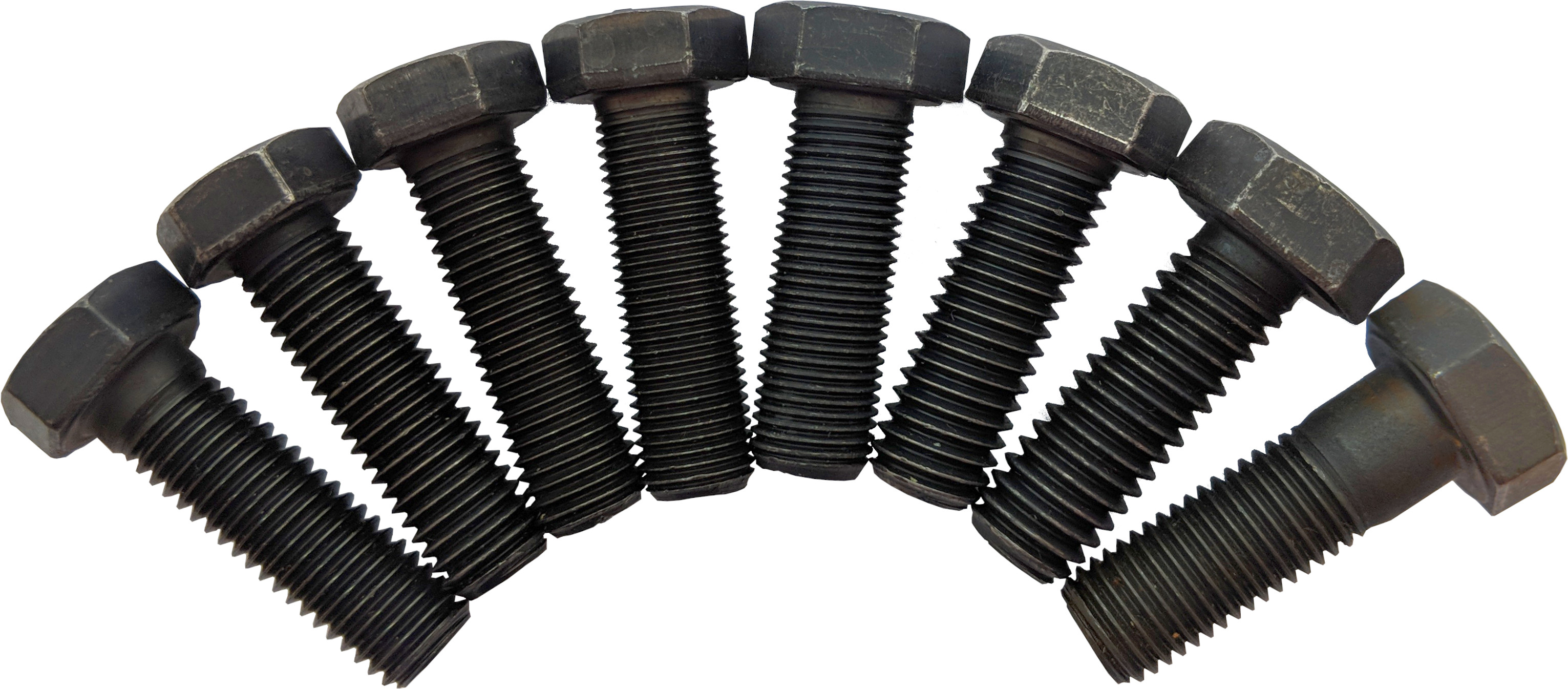
Vis ayant différents pas de vis.

Le pas de vis est la distance relative parcourue en translation par une vis par rapport à son support (ex: écrou) lors d'un tour complet. Par exemple, une vis avec un pas de 1,25 se déplacera de 1,25 mm suivant l'axe de son hélicoïde lors d'une rotation d'un tour (pour un pas métrique).
Le terme « pas de vis » est souvent utilisé à tort pour désigner les filets (définis ci-dessous).

## Filet
Un filet est une structure hélicoïdale utilisée pour la transformation rotation-translation. Cette structure peut se trouver enroulée à la surface externe d'un cylindre plein ou non (tige filetée, par exemple une vis, une vis creuse, un tube) ou à la surface interne d'un cylindre creux (trou taraudé, par exemple un écrou). Le pas de vis mesure la distance entre une forme de la structure et sa plus proche répétition trouvée par translation selon l'axe du cylindre.
Dans un système vis-écrou, selon la valeur du pas de vis, le diamètre du cylindre et le coefficient de frottement des matériaux utilisés :
- soit la rotation seule peut entraîner la translation (vis d'assemblage) ;
- soit la translation seule peut entraîner la rotation (manche de tournevis « automatique ») ;
- soit le système est réversible.

Le choix du pas de vis (ainsi que des autres paramètres) dépend donc de l'utilisation envisagée. Le plus grand nombre des applications se trouve dans la première catégorie (la rotation produit la translation, de manière irréversible).
Le filetage peut se rencontrer également sur des cônes ou tronc de cône. Généralement employé dans une zone d'engagement d'une pièce filetée sur cylindre (vis à bois, à tôle), mais aussi sur les mandrins sans clef de perceuses. 

### Fabrication
Un pas de vis s'obtient par création d'un filet, soit sur la surface externe (filetage externe) d'un cylindre ou sur la face interne d'un alésage (taraudage). Les moyens utilisés sont :
- la filière manuelle ou électrique ;
- le taraud ;
- le tour (machine-outil), fonction filetage externe ou interne à l'outil ;
- les machines automatiques pour la production en série ;
- le roulage (déformation de la matière sans enlèvement de copeaux, utilisé notamment pour les matériaux tendres car l'écrouissage augmente la résistance mécanique) ;
- impression 3D (dépôt de filament généralement plastifié ou résine).

## Type de filet
Il existe plusieurs types de filetage.
Le choix se fait en fonction de plusieurs critères :
- fabrication ;
- résistance ;
- encombrement.

### Filets unifiés UN (ANSI)
Les filets unifiés sont à la base des filets dont le pas a une valeur impériale (en pouces) et ont un angle de pointe de 60°. On dit par exemple 1/2-13 pour un filet UNC dont le pas vaut 1/13 de pouce par révolution et dont le diamètre de l'arbre fileté vaut 1/2 pouce. Les filets UN les plus rencontrés sont les UNC (pas normal) et les UNF (pas fin), ces derniers se rencontrant régulièrement en construction automobile.

### Filet métrique ISO
Le profil isométrique utilise, comme son nom l'indique, l'unité internationale qu'est le mètre et l'angle de pointe vaut 60°. Il est le plus facile à fabriquer dans la plupart des régions du monde car l'outillage pour sa fabrication est très répandu. Il existe également plusieurs classes au sein de la norme afin de répondre à l'utilisation à laquelle se destine le filet (pas moyen, fin, très fin…).

### Filet trapézoïdal
Le profil trapézoïdal est utilisé pour la transmission d'efforts importants et précis: le centrage des parties coniques vis/écrou fait qu'il remplace avantageusement le filet carré.
On distingue deux sortes de filets trapézoïdaux :
- le pas métrique avec des flancs formant un angle de 30° ;
- le système Acmé dont le pas est exprimé en pouces avec des flancs formant un angle de 29°.

### Filet carré
Le filet carré n’est pas normalisé et est de moins en moins employé. Il était couramment utilisé, car facile à fabriquer sur un tour, dans les vis de commande de machines-outils ou les outillages simples comme les étaux, pressoirs, etc.
Les vis à billes sont par ailleurs la norme sur les machines-outils à commande numérique.

### Filet rond
Le profil rond est utilisé pour sa résistance, et en particulier sa résistance aux chocs.
Il est utilisé dans le domaine ferroviaire (attelage de wagons) et pour l'étayage métallique.

### Filet gaz
Le pas est exprimé en nombre de filets par pouce, il est plus couramment, appelé filetage gaz (notation "G 3/8" p. ex.) et son utilisation est quasiment générale en tuyauterie et robinetterie.
Le filetage gaz à proprement parler (raccords des bouteilles de gaz) utilise le même système dimensionnel mais le sens du filetage est inversé : pas à gauche.
- Il peut être sans étanchéité : partie filetée cylindrique
- Avec étanchéité : là, le filetage est conique et l’étanchéité se produit au serrage filets mâles contre filets femelles. On distingue deux systèmes :
  - système B.S.P conique (British Standard Pipe) utilisant le système Whitworth (pas du gaz) avec un profil de filet à 55° et une conicité de 6,25 % (notation "R 3/8" p.ex) ;
  - système N.P.T conique (National Pipe Thread ou Briggs), filetage au standard américain (variante du système Sellers), avec un profil de filet à 60° et une conicité de 6,25 % (notation "3/8 NPT"). Il est souvent utilisé pour les manomètre dans l'industrie chimique.

### Filet Lustrerie
Fille de la lumière au gaz, en France et en Europe, la lustrerie électrique a continué longtemps d'utiliser d'anciens filetages très proches de ceux du gaz et non métriques car les premiers systèmes de filetages normalisés* et machines-outils à fileter sont importés d'Angleterre (*système Withworth vers 1840, prééminence de la révolution industrielle anglaise) ; Et les premières applications de la lumière électrique s'étant souvent faites par adaptation sur des mécanismes lumière à gaz antérieurs ; les deux sources d'éclairage ayant cohabité de la fin du XIXe au début du XXe siècle. Les filetages étaient alors plus souvent le fait de culture de chaque atelier (chaque fabricant avait son propre système de filetages) et ce n'est que vers 1900 qu'on a commencé à parler de l'unification des filetages dans des congrès de savants .

Filetages les plus courants des tubes pour lustrerie et luminaires :
- M7x1
- M8x1
- Luce : ∅ ext 8 mm - 28 filets au pouce (~0.90)
- Pas des Becs de Rouen - Pas des Becs Fer : ∅ ext 8,15 mm - 28 filets au pouce (~0.90 ou 0.88)
- M10 x1
- Luce : ∅ ext 10 mm - 28 filets au pouce (~0.90)
- 1/8 IPS (ou IPS 1/8 - 27) Filetage cylindrique NPSM , ∅ ext 10,287 mm - 27 filets au pouces - 0.941 mm - Profil : 60°
- Pas des Becs Cuivre : ∅ ext 10,85 (parfois 10,89...) - pas de 1,33 mm - ("Pas des becs", surnommé parfois "onze", "filetage français" ) - Profil : 55° et 60° - Appellation du commerce : 10.85x19F
- 1/2-26 TPI (filetage BSB,∅ ext  12.7 mm, 26 TPI (26 filets au pouce)  ~ 0.976 mm) - Profil : 55°
- M13 x1
- Pas de Rouen : ∅ ext ~13,3 mm - pas de 1,33 mm - Profil : 55° et 60°
- 1/4 Gaz ou G1/4 (Filetage cylindrique Withworth BSPP, ∅ ext 13,157 mm - 19 filets au pouce - 1.33 mm) - Profil : 55°.
- Pas de Paris : ∅ ext = 16,85 mm - pas de 1,33 mm - Profil : 55° et 60° - Appellation du commerce : 16.85x19F
- M16 x 1
- 3/8 Gaz ou G3/8  ((Filetage cylindrique Withworth BSPP,  ∅ ext 16,662 mm - 19 filets au pouce - 1.33 mm - Profil : 55°

Utilisés au Royaume-Uni (où l'abréviation TPI signifie « threads per inch », c'est-à-dire le nombre de filets par pouce) :
- 1/2-26 TPI (filetage BSB, à 55° ,∅ ext  12.7 mm,  26 TPI (26 filets au pouce)  ~ 0.976 mm) ;
- 5/8-26 TPI (filetage BSB, à 55° ,∅ ext 15,875 mm,  26 TPI (26 filets au pouce)  ~ 0.976 mm).

Utilisés aux États-Unis :
- 1/8 IPS ou IPS 1/8 - 27 (filetage cylindrique  NPSM à 60°, ∅ ext 10,287 mm - 27 filets au pouces - 0.941 mm) ;
- 1/4 IPS ou IPS 1/4 - 18 (filetage cylindrique  NPSM à 60°, ∅ ext 13,716 mm - 18 filets au pouces - 1,411 mm) ;
- 3/8 IPS ou IPS 3/8 - 18 (filetage cylindrique  NPSM à 60°, ∅ ext 17,145 mm - 18 filets au pouces - 1,411 mm).

Il existe quelques rares adaptateurs d'un standard vers l'autre.
Sur la lustrerie lourde, on utilise les filetages des gros tubes.
Il s'agit ici des filetages (encore) utilisés en France durant la période XIXe – XXe siècle, mais ailleurs on utilise des filetages d'autres systèmes :
Au Royaume-Uni, par exemple : 1/2"-26 TPI : BSB - British Standard Brass)
Aux États-Unis : NPT, IPS (iron pipe size),,

### Filet électrique ou PG
Filetage pour le raccord de tubes électriques, angle du filet 80° et pas du vis en millimètre (1 pouce/Nb de filets). Il est également appelé PG, en référence au standard allemand Panzergewinde.

### Filet d’artillerie
Utilisé pour des pièces devant subir des chocs violents et répétés, comme filetage interrompu des culasses de pièces d’artillerie, les filetages anti-recul des volets équipant les concasseurs ou filetages sur certaines vannes très haute pression.

### Filet en dents de scie
Le profil en dents de scie assure une bonne étanchéité, est utilisé sur les tubes minces, la robinetterie en matière synthétique (vanne sur cuve, fermeture étanché de flacon en téflon, etc.).

## Représentations

Représentations de profil d'un filetage trapézoïdal : réaliste (gauche), simplifiée (centre), normalisée (droite)

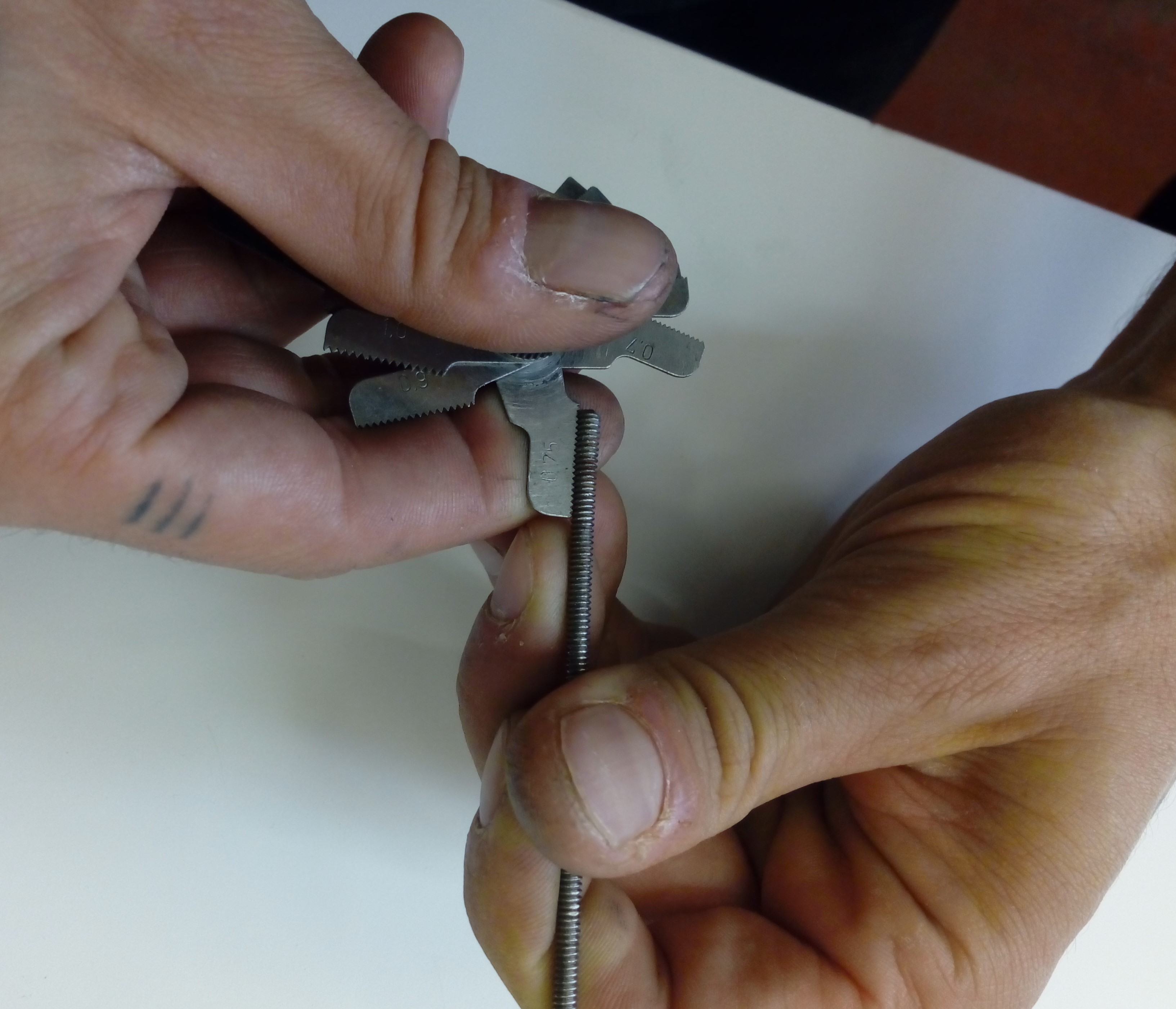
Contrôle du pas de vis à l'aide d'une jauge ou griffe

Le filet est un usinage présentant des arêtes. Ces arêtes ont une forme hélicoïdale, si l'on veut faire une représentation « réaliste », il faut donc se poser la question de la représentation de l'hélice.
Dans le cas simple d'une vue de profil sans perspective, l'hélice se projette comme une sinusoïde. On remplace fréquemment la sinusoïde par des traits droits obliques. Les autres points de vue donnent des courbes plus complexes.
En dessin technique, on ne représente en général pas le filetage, mais on le schématise par un trait fin continu pour le fond des filets, voir Tige filetée > Représentation en dessin industriel.

## Contrôle

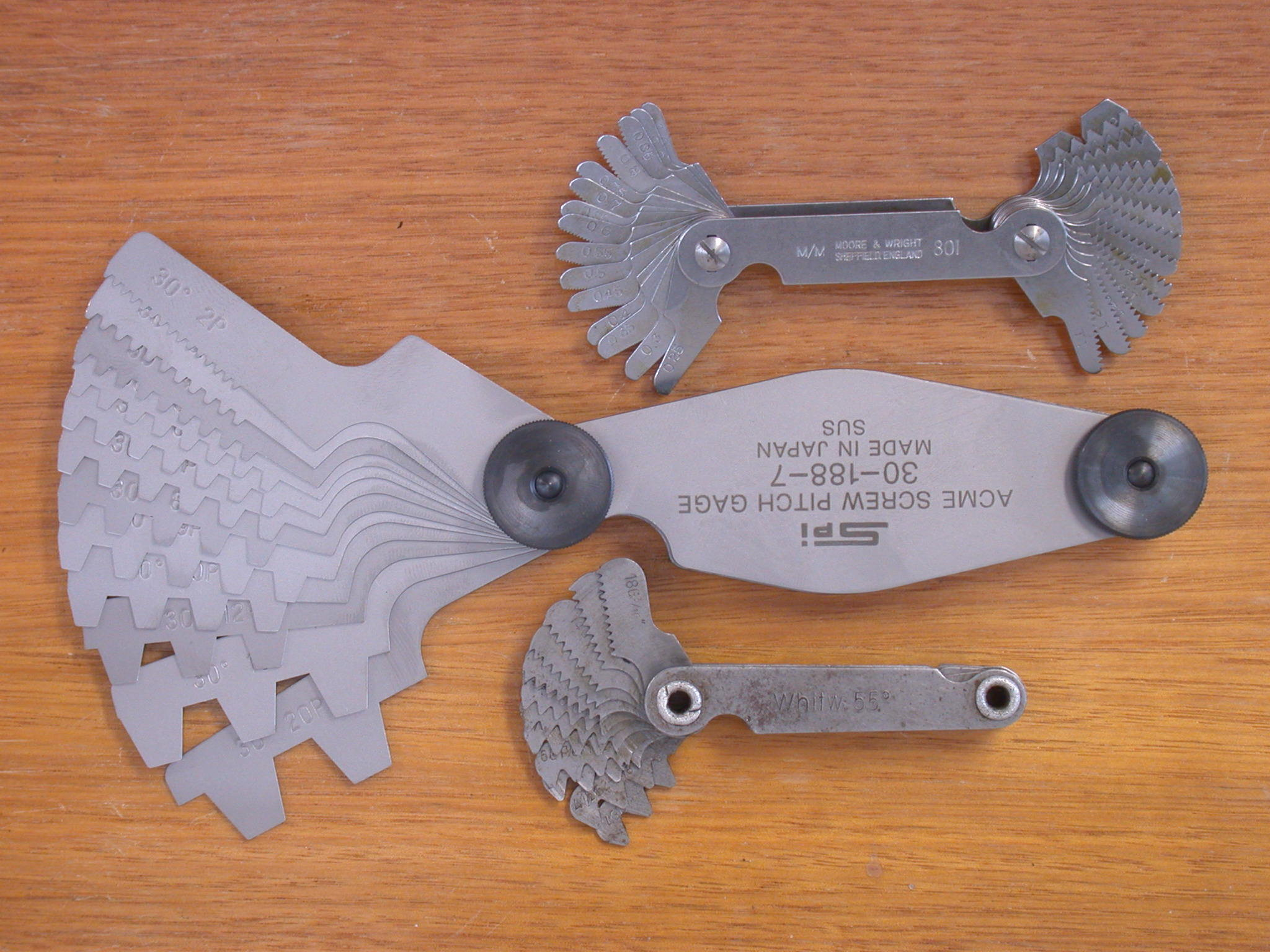
Jauges à pas de vis

Des jauges existent et sont très utiles pour déterminer tous les pas de vis normalisés et servent de gabarit lors de l’affûtage des outils.

## Type de raccords
- Raccord BSP
- JIC
- NPT